# Wonton (kuchnia chińska)

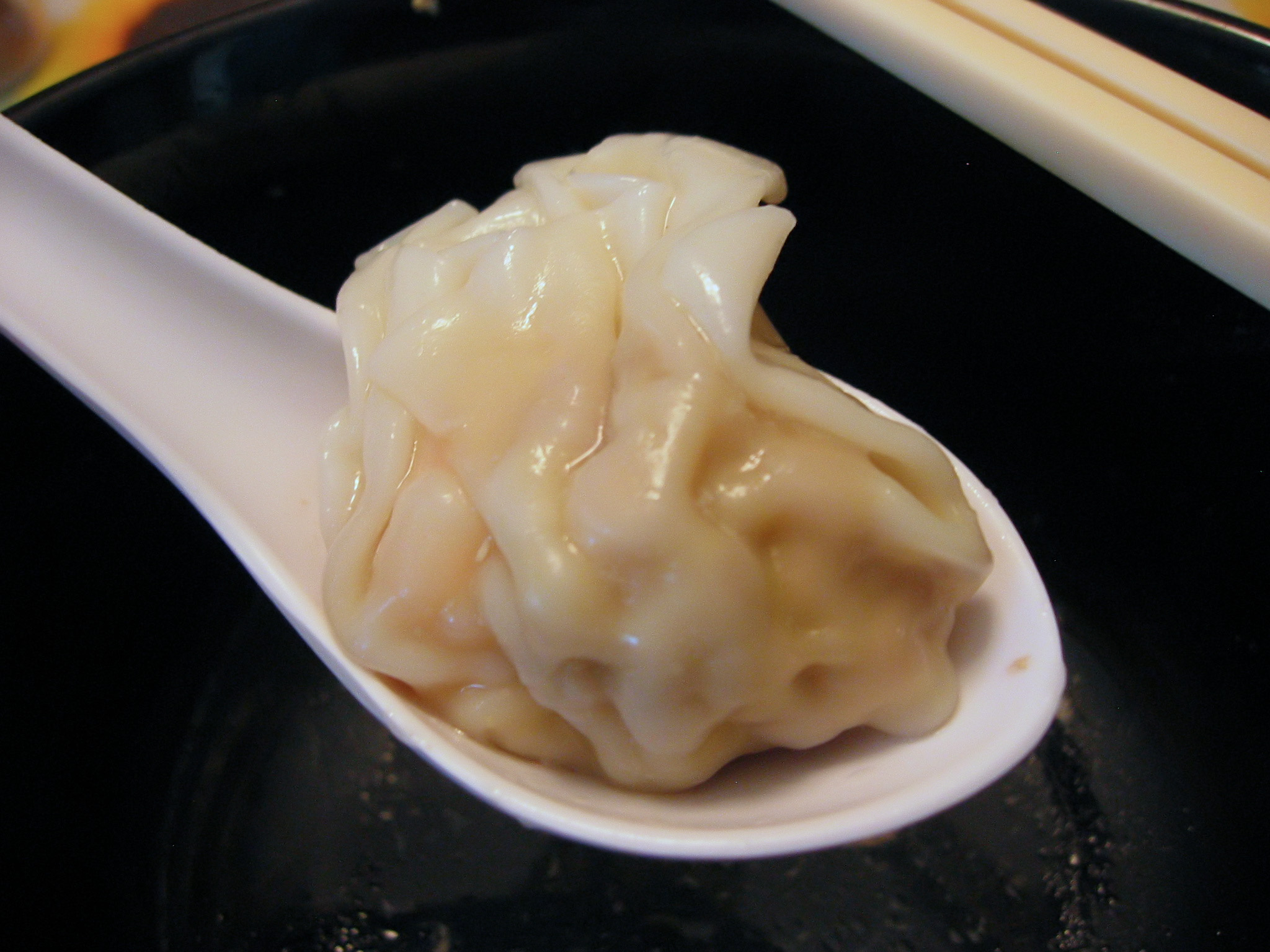
Kantoński wonton z krewetkami

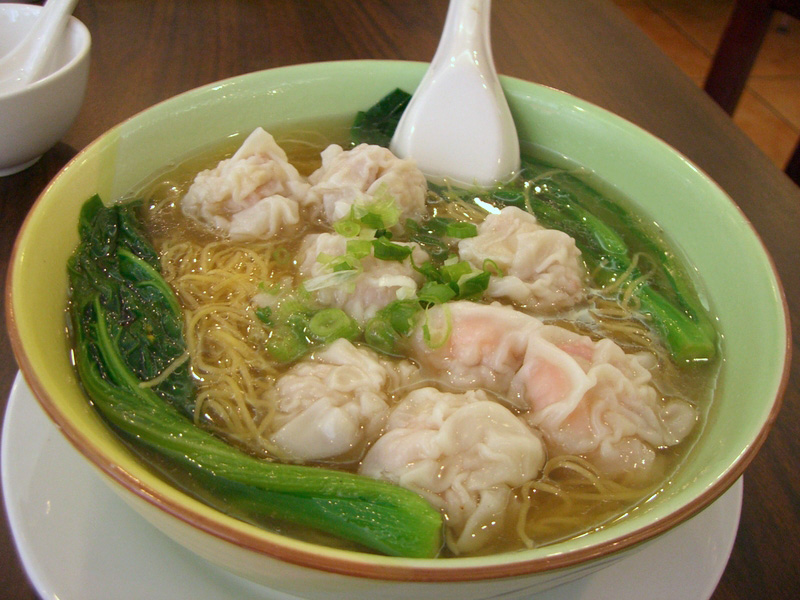
Zupa z makaronem i wontonami

Wonton (chiń. 馄饨, pinyin: húntún) – rodzaj pierożków popularnych w kuchni chińskiej. Popularny na Zachodzie zapis „wonton” wywodzi się z transkrypcji języka kantońskiego. Tradycyjnie nadzienie sporządza się z mielonej wieprzowiny, krewetek lub ostryg, oleju sezamowego i sosu sojowego. Często podawane bywają w zupach.